# U-589
| U-589                      | U-589                                                          | U-589                                                          |
| -------------------------- | -------------------------------------------------------------- | -------------------------------------------------------------- |
|                            |                                                                |                                                                |
|                            |                                                                |                                                                |
|                            |                                                                |                                                                |
| Під прапором               | Третій рейх                                                    | Третій рейх                                                    |
| Спуск на воду              | 6 серпня 1941 року                                             | 6 серпня 1941 року                                             |
| Виведений зі складу флоту  | 14 вересня 1942 року                                           | 14 вересня 1942 року                                           |
| Сучасний статус            | затоплений                                                     | затоплений                                                     |
| Проєкт                     |                                                                |                                                                |
| Тип ПЧ                     | Торпедний ДПЧ                                                  | Торпедний ДПЧ                                                  |
| Основні характеристики     |                                                                |                                                                |
| Швидкість (надводна)       | 17,7 вузлів                                                    | 17,7 вузлів                                                    |
| Швидкість (підводна)       | 7,6 вузлів                                                     | 7,6 вузлів                                                     |
| Робоча глибина занурення   | 100 м                                                          | 100 м                                                          |
| Гранична глибина занурення | 220 м                                                          | 220 м                                                          |
| Екіпаж                     | 44 осіб                                                        | 44 осіб                                                        |
| Розміри                    |                                                                |                                                                |
| Довжина найбільша (по КВЛ) | 67,1 м                                                         | 67,1 м                                                         |
| Ширина корпусу найб.       | 6,2 м                                                          | 6,2 м                                                          |
| Висота                     | 9,6 м                                                          | 9,6 м                                                          |
| Середня осадка (по КВЛ)    | 4,70 м                                                         | 4,70 м                                                         |
| Водотоннажність надводна   | 769 т                                                          | 769 т                                                          |
| Озброєння                  |                                                                |                                                                |
| Артилерія                  | одна палубна гармата калібру 88-мм, одна 20-мм зенітна гармата | одна палубна гармата калібру 88-мм, одна 20-мм зенітна гармата |
| Торпедно- мінне озброєння  | 4 носових і один кормовий ТА. 14 торпед або 26 мін             | 4 носових і один кормовий ТА. 14 торпед або 26 мін             |

U-589 — німецький підводний човен типу VIIC часів Другої світової війни.
Замовлення на будівництво човна було віддане 16 січня 1940 року. Човен був закладений на верфі суднобудівної компанії «Blohm + Voss» у Гамбурзі 31 жовтня 1940 року під заводським номером 565, спущений на воду 6 серпня 1941 року, 25 вересня 1941 року увійшов до складу 6-ї флотилії. Також за час служби перебував у складі 11-ї флотилії. Єдиним командиром човна був корветтен-капітан Ганс-Йоахім Горрер.
Човен зробив 7 бойових походів, в яких потопив 1 допоміжний військовий корабель (водотоннажністю 417 т) та пошкодив 1 (водотоннажністю 2 847 брт) судно.
Потоплений 14 вересня 1942 року в Баренцовому морі південніше Шпіцбергена (75°40′ пн. ш. 20°32′ сх. д. / 75.667° пн. ш. 20.533° сх. д.) глибинними бомбами британського міноносця «Онслоу» і бомбардувальника «Свордфіш» з Британського ескортного авіаносця «Евенджер». Загинули всі 44 члени екіпажу та 4 раніше підібрані пілоти Люфтваффе.

## Потоплені та пошкоджені кораблі[3]
| Назва        | Тип           | Належність | Дата           | Тоннаж (БРТ) | Вантаж | Статус     | Місце                                                       |
| Циолковский  | торгове судно | СРСР       | 1 травня 1942  | 2 847        |        | пошкоджено | 71°46′ пн. ш. 34°30′ зх. д. / 71.767° пн. ш. 34.500° зх. д. |
| Муссон (№23) | траулер       | СРСР       | 11 жовтня 1942 | 417          |        | потоплено  | 73°15′ пн. ш. 54°17′ сх. д. / 73.250° пн. ш. 54.283° сх. д. |